# Венуолис, Антанас Юлианович

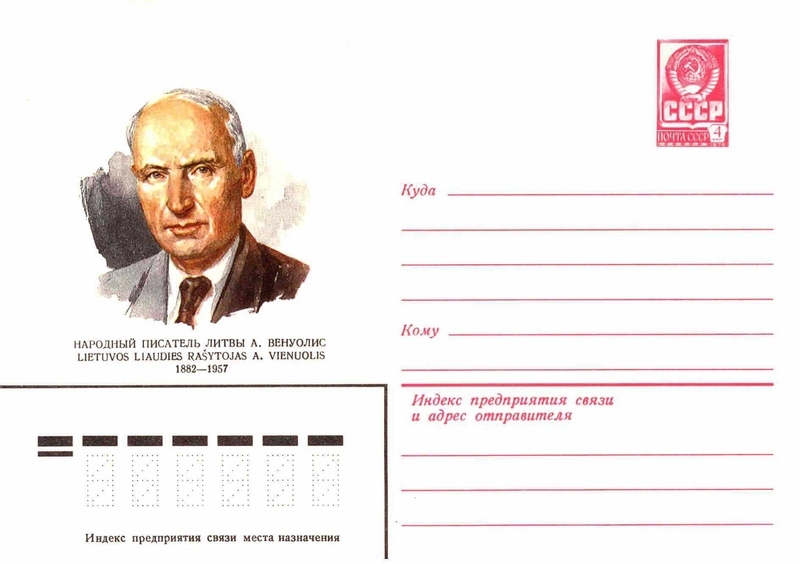
Посвящённый А. Венуолису художественный маркированный конверт СССР 1982 года

Анта́нас Юлиа́нович Венуо́лис (лит. Antanas Vienuolis, настоящая фамилия — Жука́ускас; 26 марта (7 апреля) 1882, деревня Ужуожеряй, ныне Аникщяйского района Литвы — 17 августа 1957, Аникщяй) — советский и литовский писатель, народный писатель Литовской ССР.

## Биография

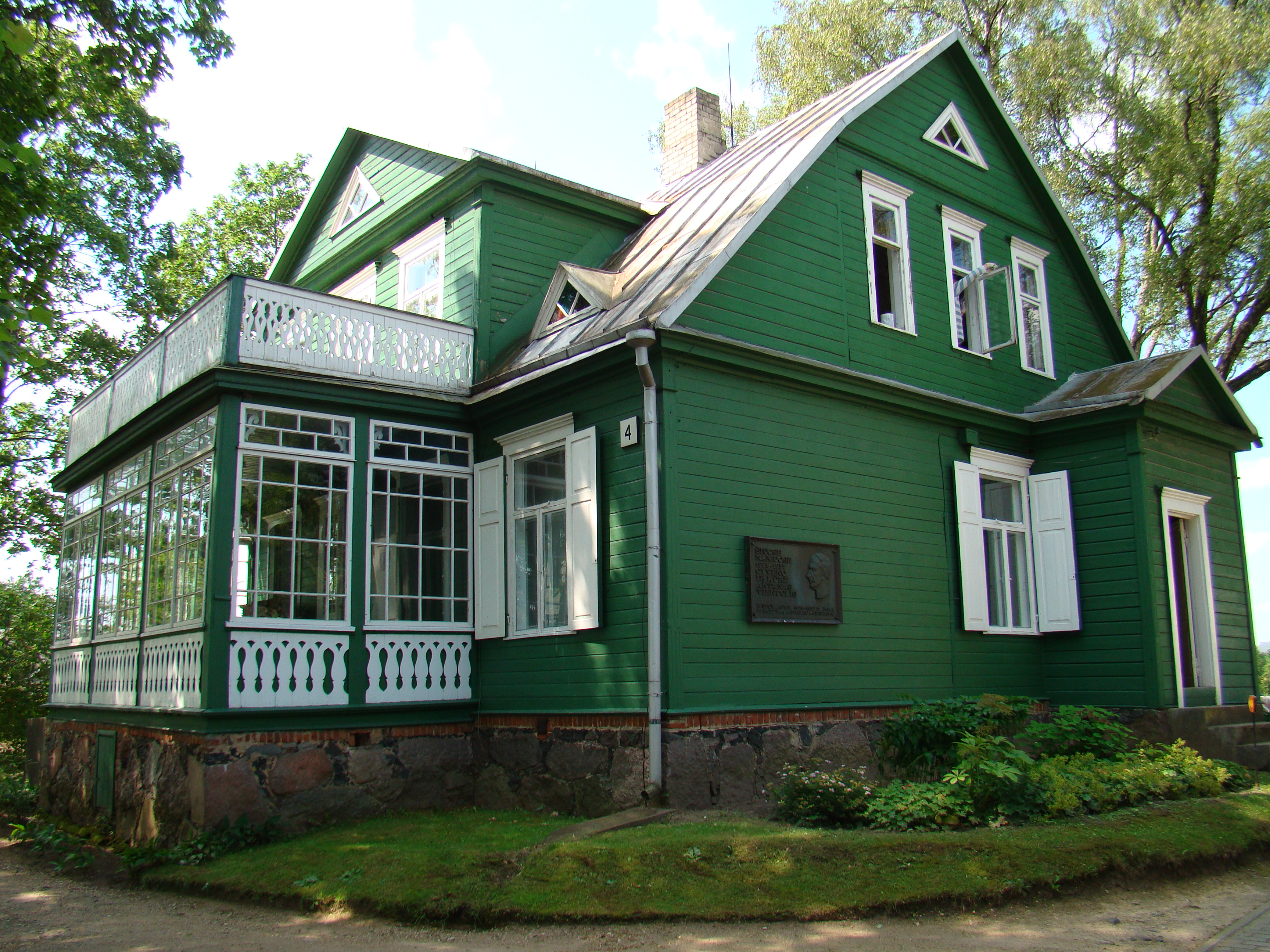
Дом, в котором жил и умер Венуолис (ныне мемориальный дом-музей)

Настоящая фамилия Жукаускас; Венуолис («инок») — псевдоним. Родился в крестьянской семье. Опекался двоюродным дедом — епископом и писателем Антанасом Баранаускасом. С 1895 года учился в гимназии в Либаве (Лиепая). По окончании гимназии отказался, вопреки воле родителей и Баранаускаса, поступать в духовную семинарию и поэтому лишился их поддержки. В 1900 году уехал в Москву, работал учеником аптекаря, начал писать (рассказ, поэма). С 1903 года работал провизором на Кавказе. За участие в революционной деятельности подвергся полуторамесячному тюремному заключению в Тифлисе (ныне Тбилиси). С 1907 года жил в Москве, работая в аптеке, изучая фармакологию на медицинском факультете Московского университета и слушая лекции по теории и истории литературы в Народном университете имени А. Л. Шанявского.

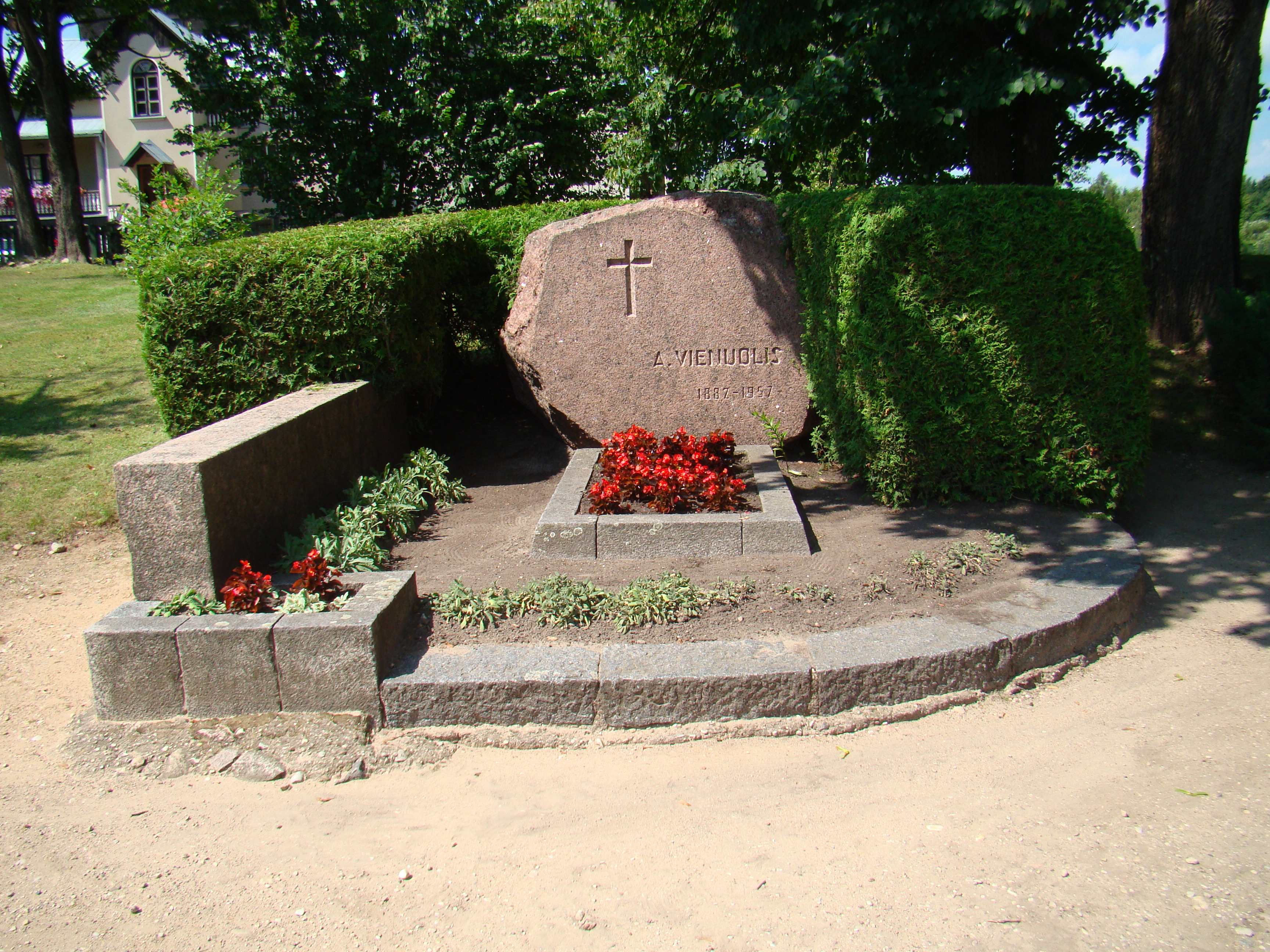
Могила Венуолиса рядом с мемориальным музеем в Аникщяй

В 1918 году вернулся в Литву. В 1922 году переехал из Ковны (Каунас) в Оникшты (Аникщяй), работал в аптеке. В 1925 году в Ажупечяй на унаследованном участке земли построил дом, в котором жил до смерти. Сотрудничал в печати, участвовал в литературных вечерах, выезжал за границу (Италия, 1930; Франция, 1938).
Советскими властями сын Антанаса Жукаускаса был вывезен в сибирские лагеря. Аптека была национализирована. Во время войны дочь выехала на Запад (1944). В 1944—1945 годах преподавал в Аникщяй русский язык в школе.
В доме, в котором с 1925 года жил писатель, действует мемориальный дом-музей Антанаса Венуолиса.

## Творчество
Первые публикации до Первой мировой войны: рассказы «Утопленница» (1909), «Вернулся» (1908), «Жена» (1909). Автор романов («Перед наступлением дня», 1925; «Гостья с севера», 1933; «Министр», 1935), исторического романа о борьбе литовцев с крестоносцами «Перепутья» (1932), повестей («Рак», 1920; «Палата интеллигентов», 1921), пьес («Сумерки», 1936), пьесы о восстании 1831 года «1831 год» (1936). Выпустил сборник рассказов «Бессонные ночи» (1937).
Переработанная для сцены пьеса «Сумерки» ставилась в Каунасе в 1941 как «первая оригинальная советская драма».
Советское правительство подтолкнуло его к переходу к канонам социалистического реализма. В повести «Приёмная дочь» (1946), в романе «Усадьба Пуоджюнасов» (1949, русский перевод 1952) изображена классовая борьба в литовской деревне. Некоторые произведения писателя раннего периода творчества с изображением неприемлемых властям эпизодов и сторон русской революции, а также историко-патриотические произведения не переиздавались и не включались в собрания сочинений. Последние книги «Из моих воспоминаний» и сборник «Предания и легенды» (1957). Народный писатель Литовской ССР. Произведения переводились на английский, латышский (начиная по меньшей мере с 1923), польский, русский, украинский («Садиба Пуоджюнасів», 1957) эстонский и другие языки.

## Сочинения
- Raštai. T. 1—7. Vilnius, 1953—1955 (Собрание сочинений).
- Raštai. T. 1—6.  Vilnius: Vaga, 1985—1988 (Сочинения: В 6 т. Редкол.: Ю. Балтушис (пред.) и др. Вступ. ст. Ю. Стониса. Вильнюс: Вага, 1985—1988).
- Rinktine. 3-iasis  leid. Kaunas, 1960. 144 p. (Избранное).
- Grįžo: vaizdelis. Vilnius: M. Kuktos sp., 1910. 22 p.
- Beždžionės. Vilnius: J. Rinkevičius ir A. Vėgėlė, 1913. 19 p.
- Šio svieto niekniekių niekniekiai: apysaka. Vilnius, 1914. 38 p.
- Ąžuolas. Vilnius, 1919. 41 p.
- Kaukazo legendos. Kaunas: Švyturys. 30 p.
- Keturi monologai. Kaunas, 1920. 24 p.
- Inteligentų palata. Klaipėda, 1922. 47 p.
- Užžėlusiu taku: novelės. Kaunas: Valst. grož. lit. l-kla, 1946. 260 p.
- Apsakymai. Vilnius: Valst. grož. lit. l-kla, 1951. 70 p.
- Astronomas Šmukštaras: apsakymai ir atsiminimai. Vilnius: Valst. grož. lit. l-kla, 1962. 405 p.
- Amžinasis smuikininkas: apsakymai, apysakos, legendos. Vilnius : Vaga, 1969. 521 p.
- Padavimai ir Legendos. Illustr. Albina Makunaite. Vilnius, 1971.
- Užkeiktieji vienuoliai: legenda. Vilnius: Vaga, 1978. 30 p.
- Kryžkelės: romanas. Vilnius: Valst. grož. lit. l-kla, 1963. 318 p.
- Prieš dieną; Kryžkelės: romanai. Vilnius: Vaga, 1971. 497 p.
- Išdukterė: apysakos ir apsakymai. Vilnius: Vaga, 1975. 288 p.
- Puodžiūnkiemis: romanas. 4-asis leid. Vilnius: Vaga, 1977. 367 p.
- Užkeiktieji vienuoliai: legenda. Vilnius : Vaga, 1978. 30 p.
- Iš mano atsiminimų. Kaunas: Šviesa, 1982. 214 p.
- Paskenduolė: apsakymas. Vilnius: Vaga, 1982. 71 p.
- Padavimai ir legendos. 3-ias leid. Vilnius: Vaga, 1982. 150 p.
- Viešnia iš šiaurės: romanas. 4-asis fotografuot. leid. Vilnius: Vaga, 1989. 409 p. (Гостья с Севера: Роман. 4-е изд. Вильнюс: Вага, 1989).

### В русском переводе
- Усадьба Пуоджюнасов: роман / авторизованный перевод с литовского О. Йоделене и Л. Славина. Москва: Советский писатель, 1953. 354 с.
- Кавказские легенды. Вильнюс, 1955.
- Утопленница. Вильнюс, 1955.
- Избранное. Москва, 1959.
- День рождения: роман / авторизованный перевод с литовского В. Чепайтиса. Москва: Советский писатель, 1960. 430 с.
- Кавказские легенды. Тбилиси: Накадули, 1963. 98 с.
- Утопленница: Рассказы. Вильнюс: Вага, 1982.
- Из моих воспоминаний: Автобиогр. повесть. Каунас: Швиеса, 1982.
- Предания и легенды: Вильнюс: Вага, 1982.
- Усадьба Пуоджюнасов: Роман. Рассказы. Повести. Пер. с литов. Вступ. ст. В. Оскоцкого. Москва: Художественная литература, 1982.
- Проклятые монахи: легенда / пер. с лит. И. Соколов, Л. Славин. Вильнюс: Вага, 1982. 30 с.
- Перепутья: Роман. Пер. с литов. Б. Балашявичюса. Вильнюс: Vaga, 1986. 301 с.